# نورة غروسمان
نورة غروسمان (بالإنجليزية: Nora Grossman)‏ هي منتجة أفلام أمريكية، ولدت في 1983 في لوس أنجلوس في الولايات المتحدة.

## وصلات خارجية
- نورة غروسمان على موقع IMDb (الإنجليزية)
- نورة غروسمان على موقع بوكس أوفيس موجو (الإنجليزية)
- نورة غروسمان على موقع قاعدة بيانات الفيلم (الإنجليزية)